# میتسورو کومادا
میتسورو کومادا (به انگلیسی: Mitsuru Komaeda) بازیکن فوتبال اهل ژاپن و عضو تیم ملی فوتبال ژاپن است که در تاریخ ۱۰ اوت ۱۹۷۶ میلادی اولین بازی ملی‌اش را انجام داد. او در ۲ بازی ملی حضور داشت و آخرین بازی ملی خود را در تاریخ ۱۵ ژوئن ۱۹۷۷ میلادی انجام داد. میتسورو کومادا در بازی‌های ملی‌اش
۲ گل به ثمر رساند.